# Большебасаєво
Большебаса́єво (рос. Большебасаево, башк. Оло Басай) — присілок у складі Баймацького району Башкортостану, Росія. Входить до складу Кусеєвської сільської ради.
Населення — 267 осіб (2010; 316 в 2002).
Національний склад:
- башкири — 100%